# Swendsen-Wang-Algorithmus
The Swendsen-Wang-Algorithmus war der erste nicht-lokale Algorithmus für Monte-Carlo-Simulationen für große Systeme nahe dem Phasenübergang. Das Verfahren wurde von Robert Swendsen zusammen mit Jian-Sheng Wang entworfen.
Der ursprüngliche Algorithmus wurde für Ising- und Potts-Modelle entwickelt. Später wurde das Verfahren auf andere Systeme verallgemeinert, bspw. durch den Wolff-Algorithmus. Der Swendsen-Wang-Algorithmus gehört zu den Cluster-Algorithmen, die besonders effektiv im Bereich von Phasenübergängen sind. Diese benötigen in der Nähe der kritischen Temperatur deutlich weniger Rechenzeit als lokale Algorithmen, da sie der Divergenz der Autokorrelationszeiten in der Nähe von Phasenübergängen (critical slowing down) entgegenwirken.